# Wazeba d'Axoum
Wazeba d’Axoum (début IVe siècle) est un roi d’Aksoum.